# 安倍有世
安倍 有世（あべ の ありよ）は、南北朝時代から室町時代初期にかけての公卿・陰陽師。安倍晴明の14代目の子孫にあたる。大炊権助・安倍泰吉の子。官位は従二位・刑部卿。
陰陽師として初めて公卿の地位に昇り、後の土御門家の基礎を築いたため、「土御門有世」と書かれた書物もあるが、土御門家が実際に成立したのは室町時代後期と言われており、有世を「土御門」と呼称する事は誤りである。

## 経歴
安倍晴明以来、陰陽道で知られた安倍氏も南北朝時代には幾つかの家系に分裂して、いずれもが安倍氏の嫡流を名乗って「宗家」争いを続けていた。
興国5年/康永3年（1344年）大炊権頭となった有世は、早くから家業である陰陽道においてその才能を花開かせる。正平9年/文和3年（1354年）後光厳天皇の大嘗祭において、安倍一族の祖である古代阿倍氏から伝わる由緒ある吉志舞の奉行に命じられた。大嘗祭の吉志舞の奉行は古くから阿倍氏（安倍氏）の氏長者のみに許された職務である。有世の陰陽師としての実力は既に安倍氏を代表する水準にまで達していた。ところが、当時対立する安倍氏の諸流からはこの決定に対して猛抗議が殺到した（『園太暦』）。こうした一族間の激しい確執の中で、正平10年/文和4年（1355年）には29歳で陰陽師を率いる陰陽頭に抜擢を受けたものの、僅か3年で退任に追い込まれる。
その後、有世は左京大夫に昇進して公務を行いつつ、己の技量を磨き続けた。天授4年/永和4年（1378年）有世は一つの運命的な出会いを果たす。室町幕府三代将軍・足利義満のために祈祷を行ったところ、効果があったということで義満の個人的な信頼を得た。以後、義満は祈祷や卜占は必ず有世に依頼するようになり、有世も義満の依頼を天皇や摂関家の依頼よりも優先するほどの奉仕を行った。
室町時代に入っても公家社会は陰陽師による祈祷や占いの効用を深く信じており、特に当時一流の陰陽師である有世の権威は相当なものがあった。そのため、義満にとって、有世の重用は公家社会に対する一種の精神的な「圧力」となりえた。一方、有世としても陰陽師は華やかな公家社会から見れば、その必要性にもかかわらず一種の「裏仕事」のような低い扱いを受けていた。だが、そうした公家社会の慣習に囚われない実力者・義満についていく方が自身と一族の将来のためにも有望であると考えた。
その効果はたちまち現れる。有世と義満の出会いから1年後、有世は昇殿を許された。そして、弘和4年/永徳4年（1384年）有世はついに従三位に叙せられ公卿に列した。これは安倍氏の氏人しては平安時代前期の大納言・安倍安仁以来500年ぶりの出来事であり、これにより他の者が安倍氏の氏長者を名乗る事は不可能となってしまい、長年の宗家争いは有世の圧勝として終止符が打たれた。元中4年/嘉慶元年（1387年） 正三位・刑部卿に叙任される。
その後も有世の義満側近としての仕事は続く。元中8年/明徳2年（1391年）都で地震が起こると、有世は義満にこの地震は「兵乱の兆し」であると告げた。そこで義満が密かに兵備を強化していると、間もなく明徳の乱の発生の知らせが入ったという。明徳5年（1394年）以後、義満は室町御所や北山山荘でこれまでは天皇が行うものとされた「五壇法」などの国家行事的な祈祷を有世に命じて専任して行わせるようになり、それは有世の薨去まで続いた。そして、応永6年（1399年）に有世が義満のために占ったところ、再び兵乱の兆しがあるということで備えたところ、応永の乱の知らせが入ってきたという。有世の予知については、現代では俄かに信じがたいところである。だが、義満がこれを政治的に利用して反対勢力を討伐していった事は事実である。
応永6年（1399年）従二位に至り、陰陽師としてはかつてない高位に上り詰めた。応永12年（1405年）正月29日薨去。享年79。
有世は、その死後も「ありよ（ありよう）」と言う言葉が当時の陰陽師を表す俗語として用いられるほどに人々にその名を知られるようになる。以後、有世の子孫である土御門家が明治に至るまで日本の陰陽道のみならず天文・暦の世界を支配していく。

## 官歴
注記のないものは『諸家伝』による。
- 康永3年（1344年） 日付不詳：大炊権頭[要出典]
- 文和4年（1355年） 日付不詳：陰陽頭[要出典]
- 時期不詳：左京大夫。天文権博士
- 永徳4年（1384年） 正月5日：従三位、天文権博士如旧
- 嘉慶元年（1387年） 2月：刑部卿。9月5日：正三位。9月23日：賜正三位位記
- 応永6年（1399年） 正月5日：従二位
- 応永12年（1405年） 正月29日：薨去

## 系譜
- 父：安倍泰吉
- 母：不詳
- 妻：不詳
- 生母不明の子女
  - 男子：安倍有盛（?-1433） - 前名・泰継
  - 男子：安倍有重 - 前名・有仲